# André Sol
Andreas (André) Peter Cornelius Sol MSC (ur. 19 października 1915 w Sloten, zm. 26 marca 2016) – holenderski duchowny katolicki, biskup Amboiny w Indonezji w latach 1965-1994.

## Życiorys
Święcenia kapłańskie otrzymał 10 sierpnia 1940 w zgromadzeniu Misjonarzy Najświętszego Serca Jezusowego.
10 grudnia 1963 papież Paweł VI mianował go koadiutorem biskupa Amboiny w Indonezji. Otrzymał wówczas biskupią stolicę tytularną Regiana. Sakry udzielił mu ówczesny zwierzchnik tej diecezji bp Jacques Grent MSC. Brał udział w dwóch ostatnich sesjach soboru watykańskiego II. Władzę w diecezji przejął 15 stycznia 1965. Na emeryturę przeszedł po prawie trzydziestoletnich rządach 10 czerwca 1994 roku.